# Joan XVIII
Joan XVIII   (Roma, valor desconegut - Roma, 18 de juliol de 1009) fou Papa de l'Església catòlica del 1003 al 1009.

## Biografia
Fill d'un sacerdot romà anomenat Lleó va ser escollit Papa gràcies a l'ajuda del patrici Crescenci III i va acabar convertint-se en un autèntic titella a les seves mans. Durant el seu pontificat va coronar rei d'Itàlia Enric II el Sant, futur emperador del Sacre Imperi. No va morir com a papa, ja que es va retirar a un monestir, no se sap si per decisió pròpia o forçat per Crescenci III. Hi va morir al cap de poc, el juliol del 1009.

###### Ball de numeració
El Papa Joan XVIII va ser el dissetè Papa anomenat Joan, perquè Joan XVI (997-998) és considerat antipapa. Aquest estatus no era oficial en aquell moment, de manera que el que seria el setzè Papa Joan es va anomenar Joan XVII. I el dissetè papa Joan va ser coronat com Joan XVIII.
Aquesta seqüència de numeració mai ha estat corregida, i amb l'afegit de la manca d'un Joan XX, tot i haver arribat a un Joan XXIII, en realitat només han existit 21 papes amb el nom de Joan.